# Maximilian Philipp (Fußballspieler)
Maximilian Philipp (* 1. März 1994 in Berlin) ist ein deutscher Fußballspieler. Der Stürmer steht beim SC Freiburg unter Vertrag.

## Karriere

### Vereine
Philipp wuchs in Berlin-Lankwitz auf. Er begann seine Karriere in der Jugendabteilung von Hertha BSC, bevor er 2008 zum Stadtrivalen Tennis Borussia wechselte. Ab der Saison 2011/12 spielte er für die U19-Nachwuchsmannschaft von Energie Cottbus. Hier absolvierte er außerdem seine ersten Spiele im Herrenbereich in der Regionalliga Nord sowie in der Regionalliga Nordost für die zweite Mannschaft.
Im Januar 2013 wechselte er in den Breisgau zum SC Freiburg, der ihn ebenfalls in seiner U19 einsetzte. Zur Saison 2013/14 spielte der Stürmer erstmals für die zweite Mannschaft in der Regionalliga Südwest.
Am 5. April 2014 (29. Spieltag) bei der 0:2-Niederlage im Auswärtsspiel gegen den VfB Stuttgart debütierte Philipp in der Bundesliga, als er in der 90. Spielminute für Felix Klaus eingewechselt wurde. Mit ihm standen zu diesem Zeitpunkt acht Spieler aus der Freiburger Fußballschule auf dem Spielfeld. Am 23. Mai 2014 unterschrieb er einen Profivertrag beim SC Freiburg. Sein erstes Bundesligator erzielte er am 15. Februar 2015 (21. Spieltag) beim 2:0-Sieg im Auswärtsspiel gegen Hertha BSC mit dem Treffer zum Endstand in der 52. Minute. In der anschließenden Zweitligaspielzeit 2015/16 trug der Angreifer mit acht Toren dazu bei, dass Freiburg als Meister direkt wieder in die Bundesliga aufstieg.
Nach einem weiteren Jahr in der ersten Bundesliga mit dem SC Freiburg wechselte Philipp zur Saison 2017/18 zum Ligakonkurrenten Borussia Dortmund. Dort unterschrieb er einen bis 2022 laufenden Vertrag. Mit einer geschätzten Ablöse von 20 Millionen Euro war er der bis dahin teuerste Transfer der Freiburger Vereinsgeschichte. Sein Pflichtspieldebüt für die Dortmunder gab er am 5. August 2017 im DFL-Supercup gegen den FC Bayern München, den der BVB im Elfmeterschießen verlor. Das erste Ligaspiel machte er am 19. August 2017, dem 1. Spieltag der Saison, als er beim 3:0-Sieg der Dortmunder gegen den VfL Wolfsburg über die volle Spielzeit zum Einsatz kam. Durch die Versetzung des neuen Kapitäns Marco Reus auf dessen Lieblingsposition hinter den Spitzen sowie die Verpflichtung des Stoßstürmers Paco Alcácer kam Philipp unter Cheftrainer Lucien Favre in seiner zweiten Spielzeit in Dortmund überwiegend als Einwechselspieler zum Einsatz. Im August 2019 gewann Philipp seinen ersten Titel mit dem Verein, als der Doublesieger der Vorsaison, der FC Bayern München, mit 2:0 im DFL-Supercup besiegt wurde.
Anfang August 2019 wechselte Philipp zum russischen Erstligisten Dynamo Moskau. Hier spielte er regelmäßig als hängende Spitze hinter den Mittelstürmern Nikolai Komlitschenko oder Sylvester Igboun und konnte in 20 Ligaspielen acht Torerfolge feiern. Nachdem die Saison 2020/21 bereits 17 Tage nach dem Ende der vorherigen Spielzeit startete – was der COVID-19-Pandemie geschuldet war – fiel Philipp Ende September 2020 nach acht Spieltagen mit einer Muskelverletzung aus.
Der Bundesligist VfL Wolfsburg verbreiterte Anfang Oktober seine Offensivabteilung und verpflichtete den Spieler, den er bereits im Vorjahr hatte beobachten lassen, leihweise bis zum Ende der Saison 2020/21. Zur Saison 2021/22 wechselte Philipp fest zu den „Wölfen“. In der Winterpause der Saison 2022/23 wurde er für den Rest der Saison zum SV Werder Bremen verliehen.
Im darauffolgenden Sommer holte ihn der SC Freiburg zunächst per Leihe zurück. Die Leihe beinhaltete eine an Einsätze gebundene Kaufpflicht.

### Nationalmannschaft
Sein Debüt im Nationaltrikot gab Philipp am 3. September 2014 bei der 0:1-Niederlage der U20-Nationalmannschaft in Elversberg gegen die Auswahl Italiens, mit Einwechslung für Marc Stendera zur zweiten Halbzeit. Bei der U21-EM 2017 in Polen kam Philipp in vier der fünf Spiele zum Einsatz und gewann mit Deutschland den Titel.

## Titel
SC Freiburg
- Deutscher Zweitligameister und Aufstieg in die Bundesliga: 2016

Nationalmannschaft
- U21-Europameister: 2017

## Persönliches
Philipp ist Christ und bezeichnet sich als sehr gläubigen Menschen.